# Nicodemo Filippelli
Nicodemo Francesco Filippelli (Cirò Marina, 3 maggio 1946) è un politico italiano, già sindaco di Cirò Marina per quattro mandati.

## Biografia
Laureato in Lettere e filosofia e in Scienze politiche all'Università di Messina, ha cominciato giovanissimo la sua carriera politica, militando nelle file della DC ricoprendo, all'interno del partito, vari incarichi a livello provinciale e regionale calabrese. Nel 1968 è stato eletto consigliere comunale a Cirò Marina, ricoprendo anche la carica di assessore anziano, di vicesindaco e poi di sindaco della città per tre consiliature: nel 1975, nel 1979 e nel 1993.
Dal 1985 al 1995 è stato due volte consigliere provinciale, poi capogruppo al Consiglio comunale e Assessore ai compiti istituzionali e alle Attività produttive; durante questo periodo, in qualità di assessore provinciale, ha seguito anche l'intero iter procedurale per il riconoscimento e l'istituzione delle province di Crotone e Vibo Valentia.
Nel 1995, in occasione delle elezioni regionali, è stato eletto consigliere regionale della Calabria e, subito dopo, Presidente della Commissione Sviluppo economico, Programmazione e Bilancio. Nell'agosto del 1997 è stato nominato anche Assessore all'assetto del Territorio, all'Urbanistica, alla Forestazione, alla Protezione Civile e ai Parchi; nel 1998 ha ricevuto anche la delega ai Trasporti e, nel febbraio del 1999, è stato anche Vicepresidente del Consiglio regionale della Calabria. Alle elezioni regionali del 2000 è risultato il candidato più votato con 8.600 preferenze.
Ha istituito nella provincia di Crotone l'ufficio della Protezione Civile, l'ufficio AFOR ed il coordinamento provinciale del Corpo Forestale dello Stato. In seguito è stato anche nominato presidente regionale in Calabria dell'UDEUR e capo della Segreteria Particolare del Ministero per gli Affari Regionali.
Alle elezioni politiche del 2001 è stato eletto senatore nella XIV Legislatura ricoprendo, contemporaneamente, anche la carica di sindaco di Cirò Marina. A Montecitorio fa parte inizialmente del gruppo della Margherita, poi nel 2002 confluisce in una componente autonoma con gli altri membri dell'UDEUR. Termina il proprio mandato parlamentare nel 2006.